# Keleti-kőfejtő 16. sz. barlang
A Keleti-kőfejtő 16. sz. barlang Budapest III. kerületében, a Duna–Ipoly Nemzeti Parkban lévő Budai Tájvédelmi Körzetben található egyik barlang.

## Leírás
A budai termálkarszt keleti részén, a Mátyás-hegy délkeleti, felhagyott, kétszintes kőfejtőjének a felső szintjén, a bányaudvar nyugati, bal oldalán van a természetes jellegű, de mesterségesen megnyílt, vízszintes tengelyirányú bejárata. A Keleti-kőfejtő 14. sz. barlang közelében található. A bejárat megközelítéséhez ajánlott kötélbiztosítást használni. A könnyen járható, lezáratlan barlang barlangjáró alapfelszerelés nélkül, engedéllyel látogatható.
A Keleti-kőfejtő 16. sz. barlang név a barlang 2005-ben szerkesztett térképén lett először feltüntetve. Előfordul a Keleti-kőfejtő 16. sz. barlang az irodalmában 16-os barlang (Acheron 1993), 16.sz. barlang (Juhász, Takácsné 1992), 16.sz.barlang (Kárpát 1992), Keleti-kőfejtő 16–17. sz. barlangja (Leél-Őssy 1995), Keleti-kőfejtő 16-17. sz. barlangja (Leél-Őssy 1995), Kupi-lyuk (Acheron 1993) és Mátyás-hegyi DK-i kőfejtő 16. sz. barlangja (Kárpát 1992) neveken is.

## Kutatástörténet
Az Acheron Barlangkutató Szakosztály 1992. évi jelentésben az van írva, hogy a szakosztály tagjainak az volt a fő terve, hogy minél jobban megközelítsék a közeli Mátyás-hegyi-barlangot, ezért a tagok elkezdték átvizsgálni a kőfejtőtől Ny-ra lévő területet, és a Keleti-kőfejtő 14. sz. barlangtól D-re, közel a kőfejtő pereméhez találtak egy friss beszakadást. 20–30 kg-os kövekből álló omladékban haladtak lefelé bontásakor. Kb. 1,5 m mélyen, az omladékban rábukkantak egy keskeny nyílásra. Néhány kő elmozdítása után, egy omladéklejtő tetejére jutottak. A járat egy meredek lejtővel tovább haladt. Következő alkalommal, a járatot tágítva lejutottak 4 m mélyre. Folytatták a kitöltő omladék felszínre hordását, mert nem volt továbbvezető út. A Keleti-kőfejtő 8. sz. barlangban abbahagyták a munkát, mert a Keleti-kőfejtő 16. sz. barlang járata a Keleti-kőfejtő 8. sz. barlang irányába haladt.
A barlang valószínűleg folytatódik az ellenkező irányba, Ny-ra, de csak a bejárati rész ácsolása után lehetett volna a barlangban folytatni a bontást. A 16-os sorszámot kapta a barlang. A munkát nem tudták folytatni, mert a barlangbejárat beomlott őszre. A jelentéshez mellékelve lett két olyan fénykép, amelyeken a feltárás alatt lévő barlang van bemutatva. Az 1992. évi Karszt és Barlangban az olvasható, hogy a szakosztály 1992-ben, a DK-i kőfejtő egyik berogyásának bontásával felfedezett egy kis, 10 m mély barlangot, amelynek neve 16.sz. barlang. Az 1993. évi szakosztályi jelentés szerint 8 m hosszú a 16-os barlang, de beomlott. A jelentésbe bekerült egy olyan helyszínrajz, amelyen a kőfejtő barlangjainak elhelyezkedése látszik. A helyszínrajzon jelölve van a Keleti-kőfejtő 16. sz. barlang helye. A felső bányaszinten, a bányaszint Ny-i, bal oldalán van feltüntetve a barlang.
Az 1995. évi Földtani Közlönyben napvilágot látott tanulmányban az olvasható, hogy 1900 körül, a Pálvölgy környékén a kőbányászat intenzív lett, és emiatt tárták fel a DK-i kőfejtő barlangjait. A kőfejtő üregeinek egy részét a kőbányászat után tárták fel. Kb. 250 m a jelenleg ismert járathossz a kőfejtőben. A lefejtett járathossz nehezen becsülhető meg, de legalább még egyszer ennyi lehetett. A tanulmányban Keleti-kőfejtő 16–17. sz. barlangja a barlang neve. A kőbánya ÉNy-i peremén, a bányatalptól 25 m-rel magasabban van ez a barlang. Kutatás alatt álló, egymással nem összefüggő barlangindikációk. A tanulmányhoz mellékelve lett a Rózsadomb és környéke barlangjainak helyszínrajza, illetve a Mátyás-hegyen lévő, K-i kőfejtő barlangjainak helyszínrajza. A két helyszínrajzon jelölve van a Keleti-kőfejtő 16. sz. barlang helye.
Kovács Richárd (az Ariadne Karszt- és Barlangkutató Egyesület tagja) 2005-ben felmérte a barlangot, majd 2005. március 20-án, a felmérés adatainak felhasználásával megszerkesztette a Keleti-kőfejtő 16. sz. barlang (Budapest III. kerület, barlangkataszteri egység: 4763) alaprajz térképét, hosszmetszet térképét és keresztmetszet térképét. Az alaprajz térképen megfigyelhető a keresztmetszet elhelyezkedése a barlangban. A térképlapon, az alaprajz térkép használatához jelölve van az É-i irány. A térképlap szerint a barlang hossza 2,5 m, magassága pedig 1,6 m.